# Vmoto
Die Vmoto Ltd. ist ein australisches Unternehmen, das zweirädrige Elektrofahrzeuge produziert und vertreibt.

## Geschichte
Vmoto wurde 1999 von Patrick Davin in Perth als Vertriebsunternehmen für Motorroller gegründet. Mitte der 2000er Jahre errichtete Vmoto ein Montagewerk in China und produzierte dort selber elektrische Zweiräder. 2017 startete die Zusammenarbeit mit der chinesischen Elektromotorradmarke Super Soco.

## Produktion
Die Produktion von Vmoto ist in Nanjing, China. Das Unternehmen vertreibt ausschließlich Elektrofahrzeuge bis zu einer Höchstgeschwindigkeit von 120 km/h.
Das Unternehmen vertreibt seine Fahrzeuge unter den Marken Vmoto im asiatischen Markt, E-Max für B2B-Kunden und Super Soco bzw. Vmoto Soco für Privatkunden in Europa und Amerika.
Distributor und Generalimporteur für Deutschland und Österreich ist seit Januar 2024 die Firma Hammer International GmbH mit Sitz in Ammerbuch-Altingen, Deutschland.
Zusammen mit dem italienischen Designstudio Pininfarina entwickelt Vmoto ein aerodynamisches Elektrorollerkonzept mit einem luftwiderstandsoptimierten Design.

## Sicherheit
Das IT-Security-Unternehmen VTRUST hat Ende 2020 eine Sicherheitslücke entdeckt, bei der die Position, der Kilometerzähler, die Rufnummer des zugehörigen Accounts und weiteres ausgelesen werden kann. Bis April 2021 hat der Hersteller darauf noch nicht reagiert.

## Modelle

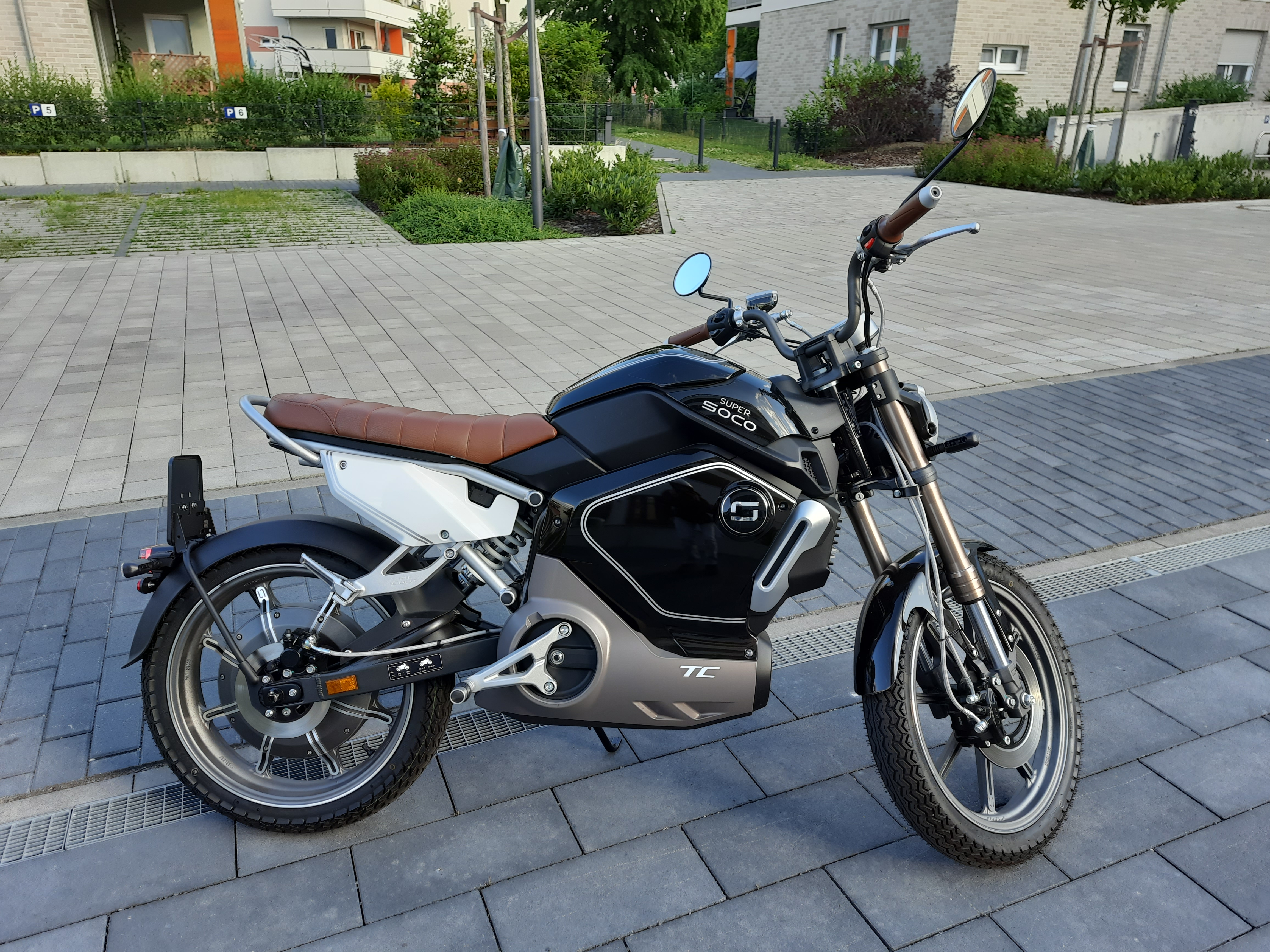
TC Eco in schwarz (von rechts)

| Modell                        | Typ         | max. Motorleistung (COC)              | maximale Geschwindigkeit |
| ----------------------------- | ----------- | ------------------------------------- | ------------------------ |
| CPX                           | Motorroller | 4,0 kW                                | 90 km/h                  |
| CUx                           | Motorroller | 1,6 kW                                | 45 km/h                  |
| TC Max                        | Naked Bike  | 3,9 kW                                | 95 km/h                  |
| TC Pro (limitiert)            | Naked Bike  | 3,5 kW                                | 90 km/h                  |
| TS Street Hunter (gedrosselt) | Sporttourer | 2,2 kW                                | 45 km/h                  |
| TS Street Hunter              | Sporttourer | 3,3 kW                                | 75 km/h                  |
| TSx Eco                       | Sporttourer | 1,9 kW                                | 45 km/h                  |
| TC Wanderer (gedrosselt)      | Reiseenduro | 3,3 kW                                | 45 km/h                  |
| TC Wanderer                   | Reiseenduro | 3,3 kW                                | 75 km/h                  |
| TC Eco                        | Naked Bike  | 1,9 kW                                | 45 km/h                  |
| VS1                           | Motorroller | 3,5 kW                                | 45 km/h                  |
| OFF-R                         | Offroad     | 8,0 kW                                | 90 km/h                  |
| ON-R (gedrosselt)             | Dual-Sports | 4,0 kW                                | 45 km/h                  |
| ON-R                          | Dual-Sports | 8,0 kW                                | 90 km/h                  |
| STASH                         | Sporttourer | 9,0 kW (normal) / 14,4 kW (mit Boost) | 120 km/h                 |